# Bătălia de la Dungeness
Bătălia de la Dungeness (numită în sursele neerlandeze Slag bij Singels) din 30 noiembrie/10 decembrie 1652 a fost cea mai importantă victorie neerlandeză din Primul Război Anglo-Olandez,  în care flota lui Maarten Tromp a câștigat temporar controlul asupra Canalului Mânecii. 

## Context
După victoria englezilor de la Kentish Knock (8 octombrie) Consiliul de Stat englez, crezând că războiul naval a fost câștigat și că Provinciile Unite nu vor mai trimite o altă flotă atât de târziu în an, a împărțit flota engleză. O escadră sub căpitanul Andrew Ball a fost trimisă în Sund în încercarea de a redeschide comerțul baltic (să îl convingă pe regele danez Frederick al III-lea să dea drumul din Copenhaga unui convoi cu lemn de stejar și cu gudron, pe care să îl escorteze în Anglia). Altă escadră sub vice-amiralul Penn a fost trimisă spre nord pentru a proteja comerțul costier cu cărbune din Newcastle spre Londra (apropierea iernii făcând imperativ protejarea acestui comerț).  A treia a fost trimisă la vest de Plymouth și a patra, sub căpitanul James Peacock, a fost trimisă în Marea Mediterană. Amiralul Blake a rămas la Downs doar cu 37 nave de război. Poziția lui Blake a fost subminată și mai mult de lipsa banilor pentru a plăti echipajele și pentru a repara navele avariate de furtună și de luptă. Cea mai mare navă englezească, Sovereign, avea să rămână luni de zile în port fără să fie reparată. Englezii i-au subestimat pe neerlandezi în mod periculos.

## Preludiul
Statele Generale, dimpotrivă depinzând în chip esențial de comerțul lor pe mare, nu puteau renunța la expedierea și primirea de convoaie. La sfârșitul lunii noiembrie Maarten Tromp, readus la comanda supremă a flotei, a dispus astfel de 88 nave de război care urmau să escorteze prin Canalul Mânecii un convoi mare între 250 și 300 nave comerciale pregătit să părăsească Țările de Jos.   În ciuda anotimpului friguros, multe nave comerciale se îndreptau spre sud, în special Flota de Bordeaux care urma să aducă vin din Franța. Maarten Tromp a fost repus la comanda supremă împreună cu Jan Evertsen, Michiel de Ruyter a fost numit vice-amiral iar Pieter Florissen contra-amiral, fiecare comandând câte o escadră, astfel că flota neerlandeză era organizată în patru corpuri distincte. Witte de With, învinsul de la Kentish Knock, trebuia să însoțească flota, dar boala (o cădere nervoasă în urma înfrângerii sale) l-a trimis pe uscat acasă iar Tromp și-a reluat vechea tactică de a escorta navele comerciale. Tromp a recrutat oameni de pe navele comerciale pentru a se asigura că flota sa de război are echipajele complete.
Tromp a ridicat ancora de la Hellevoetsluis la 1 decembrie flota sa de 88 nave de război și 5 nave incendiare escortând vreo 300 de nave comerciale care aveau diverse destinații din Franța, Marea Mediterană și din India. Dar vântul nefavorabil l-a forțat să se întoarcă în port, abia la 3 decembrie vântul schimbându-și direcția spre sud. Cu această ocazie Witte de With a părăsit flota. Michiel de Ruyter pe Witte Lam i-a luat locul la comanda escadrei acestuia, în timp ce căpitanul navei amiral a lui De With, Jan Evertsen de Liefde, pe Princess Louise,  a devenit vice-amiral interimar în escadra lui Evertsen. La 4 decembrie flota neerlandeză a fost văzută în dreptul North Foreland dar vremea proastă a întârziat traversarea în jos prin Canal timp de mai multe zile. Tromp a escortat convoiul prin cea mai periculoasă parte a Canalului - prin strâmtoarea Dover, trecând de aceasta convoiul rupându-se în grupuri mai mici, fiecare părăsind Canalul Englez către destinația proprie, însoțite în total de 16 nave de război. 
Tromp, rămas cu forța principală de 73 de nave având 1.800 tunuri și 6.500 membri ai echipajului, s-a întors înapoi pentru a căuta flota engleză, protejând astfel navele comerciale. A găsit-o în ancorajul ei de la Downs la 9 decembrie (ancoraj cunoscut printre neerlandezi ca Rada de la Duins). Tromp acționa în concordanță cu instrucțiunile primite de la Statele-Generale care i-au ordonat să lovească pe cât posibil inamicul la cap. Downs se află între limbile de pământ numite North Foreland și South Foreland, oferind un loc de ancoraj la adăpost de vânturile occidentale, loc folosit frecvent ca bază convenabilă de flota engleză. Totuși potențialul ofensiv al acestei locații era mult diminuat de faptul că nu se putea scăpa foarte ușor în fața unei flote inamice puternice care ar ataca cu vântul dinspre est (Tromp însuși s-a folosit de aceste împrejurări pentru a distruge o flota spaniolă în Bătălia de la Downs din 1639).
În ciuda marii inferiorități numerice, după un consiliu de război cu toți căpitanii săi la bordul navei amiral Triumph, Blake a ordonat flotei sale, ajunsă la 42 nave de război (din care aproape jumătate erau nave comerciale armate) plus 10 nave incendiare și auxiliare, să iasă în larg la sud de Downs, între orele 11:00 și 12:00 ambele flote virând în direcția vântului spre vest-sud-vest. Neerlandezii au rămas spre nord până pe la ora 13:00 când au fost opriți de o rafală puternică de vânt dinspre nord-vest care s-a intensificat și mai mult ulterior. În loc să se retragă spre întăririle lor de pe Tamisa, englezii au virat spre sud foarte aproape de țărm și au trecut în vânt la 2-3 mile de neerlandezii aflați atunci la vest-sud-vest. După lăsarea întunericului, aproximativ după ora 17:00, ambele flote au ancorat la mai mult de 2 mile una de cealaltă, englezii în rada de la Dover aproape de stâncile înalte de la vest de oraș și adăpostiți de vântul puternic dinspre nord-vest, neerlandezii sub vânt de ei mai în larg, în apă mai adâncă, mai expuși vântului și întinzându-se de la Deal la aproximativ 1,5 mile de South Foreland. Tromp era nu numai în poziția de a-l separa pe Blake de Tamisa dar și de a-l bloca față de uscat, astfel încât cu vântul neschimbat dinspre nord-vest Blake nu putea să se retragă pe Tamisa, nici să treacă în vânt, dar nici să depășească Dungeness pentru a evita bătălia cu o forță mult superioară. Blake a fost depășit de manevrele lui Tromp iar în ziua următoare a fost forțat să lupte în dezavantaj. Vântul a continuat să sufle puternic pe parcursul nopții, dar s-a moderat într-o oarecare măsură spre dimineață.
Blake nu a argumentat ordinul său de a naviga spre sud. Au fost sugerate două explicații alternative pentru decizia lui Blake. Proasta vizibilitate din ziua de 9 decembrie i-a împiedicat pe englezi să afle mărimea reală a flotei neerlandeze înainte de a părăsi ancorajul de la Downs, sau amintirea distrugerii de către neerlandezi a flotei spaniole în aceleași ape (Bătălia de la Downs, 21 octombrie 1639), astfel că Blake a părăsit Downs pentru a evita să fie prins în capcană. Deși într-o poziție vulnerabilă, Blake nu a ales să pornească spre nord înapoi pe Tamisa temându-se să nu își piardă prestigiul și riscând să lase neerlandezilor controlul asupra Canalului, astfel că el a virat spre sud. Este la fel de posibil că el nu cunoștea mărimea reală a flotei lui Tromp sau considera că acesta nu avea o putere de luptă prea mare și dorea să se strecoare la sud-vest de aceasta pentru a ataca bogatul convoi comercial. Oricum vântul puternic dinspre nord-vest făcea direcția sudică mult mai ușor de urmat decât cea nordică. 
Acum vremea a jucat un rol major în forțarea bătăliei. La momentul în care Blake a conștientizat că este mult depășit numeric, vântul puternic și-a rotit directia dinspre nord-vest, împiedicându-l să se întoarcă la Downs (și în același timp fiindu-i imposibil să lupte). La sfârșitul zilei Blake a ancorat lângă Dover iar Tromp pe la orele 17:00 la 2 mile mai jos sub vânt, la nord de Dover. Doar câteva nave neerlandeze au reușit să se aproprie îndeajuns pentru a schimba câteva lovituri de tun. În timpul nopții vântul s-a întețit până aproape de furtună și unele dintre navele incendiare neerlandeze au fost duse în derivă.

## Desfășurarea bătăliei
În dimineața următoare de 10 decembrie Tromp a dat semnalul pe la 8:00 să se ridice ancora, dar deoarece unele nave erau avariate la vergi și catarge și aveau lanțuri lungi de ancoră desfășurate iar vântul sufla încă puternic dinspre nord-vest și marea fiind foarte agitată, abia pe la ora 11:00, odată cu creșterea fluxului (care la Dover are loc la 6:17 și la 18:42), flota neerlandeză s-a pus încet în mișcare. Flota engleză a ridicat și ea ancora imediat apoi, formând o linie strânsă paralelă și foarte aproape de coastă, urmată de navele neerlandeze mai spațiate care făceau tot ce puteau ca să se apropie. Florrisen menționează în jurnalul navei sale că skipperul  meu s-a asigurat că catargele și velele mele erau toate ridicate, dând ordinul să se întindă toate velele, preferând să arunce pete bord orice nu era indispensabil. În plus cele două forțe erau separate de un banc de nisip aflat paralel de-a lungul coastei, Varne Shoal. Ambele flote au urmat un curs spre vest întorcând apoi spre vest-sud-vest de-a lungul coastei, Blake navigând mai aproape de coastă (din această cauză navele sale având mult mai puțin spațiu de manevră ca inamicul), nemaiavând decât cam 12 mile marine până la pământul dintre Hythe și Dungeness, iar Tromp mai jos sub vânt și mai în larg, navele neerlandeze neputând ataca împotriva vântului. Nici una dintre cele două flote nu era organizată într-o ordine obișnuită, ambele părți conturându-se în formații de urmărire generală în care navele mai rapide și mai doritoare de luptă erau în frunte sau se mențineau în vânt.
Pe măsură ce cele două flote se apropiau de Dungeness linia coastei începea să se arcuiască spre sud, forțând avangarda lui Blake să cotească și ea spre sud și să intre în contact cu flota neerlandeză.  Capul Dungeness era format de Colțul Singels, numit astfel după plăjile de scoici (shingles) aflate pe ambele părți. Între cap și extremitatea vestică a bancului de nisip era o deschidere îngustă prin care flota engleză trebuia să se înghesuie pentru a își continua manevra spre sud-vest. Pe la ora 13:00 cele mai nerăbdătoare corăbii neerlandeze au deschis focul, indicând faptul că cele mai apropiate nave engleze se aflau la doar jumătate de milă marină depărtare. Pe la orele 15:00, în apropierea capului Dungeness avangardele celor două flote s-au întâlnit într-o retorică darnică în praf (de pușcă) și ghiulele (potrivit unei surse contemporane). La aceeași oră Tromp se afla la Dungeness pe nava sa Brederode (54 tunuri), care figura printre fruntașele flotei neerlandeze, și încerca să îl provoace la luptă pe Blake aflat pe Triumph (60 tunuri), una dintre cele mai înaintate nave ale englezilor. Era clar pentru Blake că în fața lui se aflau deja 17 nave neerlandeze, printre care navele amiral ale lui Tromp, Evertsen, De Ruyter și De Wildt, astfel că manevra de dublare a capului nu se putea face fără impact.
Lupta ulterioară a implicat doar o parte a fiecărei flote. Vântul a împiedicat multe nave neerlandeze să intre în luptă, în timp ce unii căpitani englezi s-au folosit de același vânt ca să evite lupta. La început marea navă engleză Triumph se angajă în pasaj. Această navă de război avea un armament mai puternic decât orice navă angajată de neerlandezi. Doar nava amiral a lui Tromp, Brederode, avea destulă putere de foc pentru a purta un duel pe picior de egalitate cu aceasta. Tromp abia sosit atacă imediat nava lui Blake, ridicând steagul roșu sângeriu ca semn de atac general. Când Blake observă acest lucru, Triumph a virat cu avantajul vântului pentru a angaja lupta. El a reușit să traverseze prova lui Brederode și să lanseze o bordee. Brederode a virat corespunzător, trecând sub vânt de Triumph și răspunzându-i cu volee de ghiulele, dar a fost atacată de următoarea navă engleză, Garland (44), al cărei căpitan Robert Batten, sosit în ajutorul amiralului englez, a poziționat-o între Triumph și Brederode, probabil în aceiași încercare de a o traversa pe la prova. Dar această manevră a eșuat iar Garland s-a ciocnit de prova lui Brederode la tribord atât de puternic încât ambele nave au rămas agățate una de cealaltă, bompresul și galionul (păpușa) navei lui Tromp fiind rupte. 
Astfel a început o luptă masivă și intensă. Echipajul mai numeros de pe Brederode a ieșit în avantaj și a invadat puntea lui Garland. Tromp a oferit 500 de guldeni (salariul unui marinar ordinar pe aproape cinci ani!) primului om de pe nava sa care va doborî steagul englez. Un marinar neerlandez s-a cățărat pe catargul navei englezești și a înlocuit Crucea Sfântului Gheorghe cu Steagul Prințului de Orania. Dar succesul a fost de scurtă durată, deoarece căpitanul englez Richard Batten a aruncat în aer cu bombe puntea principală a propriei sale nave, o parte a echipei de abordaj neerlandeze pierind în explozie. Între timp căpitanul Hoxton cu o a treia navă engleză, Anthony Bonaventure (36 sau 38 tunuri), navă comercială închiriată care din 1650 servea în Marina Engleză ca navă de război, a atacat pe Brederode pe celălalt bord, la babord, astfel că Tromp s-a văzut atacat pe ambele părți și a fost forțat să își curețe cu tunurile propria punte invadată de englezi. După o vreme Jan Evertsen a văzut pericolul în care se afla comandantul său suprem și îi veni în ajutor, nava sa Hollandia (38) poziționându-se de-a lungul lui Anthony Bonaventure și abordând-o la babord. În așa fel au ajuns patru nave una de-a lungul celeilalte. După aproape o oră de luptă, în care Hoxton a murit alături de mulți membri ai echipajului său, oamenii lui Evertsen au capturat nava Bonaventure, pierzând 60 dintre ei. La scurt timp Tromp a capturat pe Garland, după ce Batten și 60 de englezi din cei 150 au căzut în luptă, când soarele deja începea să apună(pe la 15:49). Căpitanul lui Brederode, Egbert Bartolomeusz Kortenaer, și-a pierdut în această luptă un ochi și o mână. Pierderile lui Brederode s-au limitat ulterior la 9 morți și 20 de răniți.
Navele neerlandeze din spatele lui Brederode l-au depășit și au continuat atacul asupra navei lui Blake. Avangarda englezilor a fost pusă sub mare presiune. Nava amiral a lui Blake, Triumph, sprijinită de Victory (60 tunuri) și de Vanguard (58 tunuri), i-a înfruntat pe Florissen și pe De Ruyter, fiind atacată de Witte Lam a lui De Ruyter, Princess Louise a lui Jan de Liefde și de Monnickendam a lui Pieter Florisse. Nava Campen a căpitanului Joris van der Zaan s-a alăturat și ea atacului. Cu toate eforturile lui Blake de a se feri de pericolele abătute asupra lui Brederode, Triumph a fost atacată pe ambele părți și abordată de Princess Louise și de Gulden Beer a căpitanului Jan de Haes. Abia târziu Blake și-a dat seama de poziția periculoasă a navelor Garland și Bonaventure și a dat ordin să se întoarcă și să le sprijine. Intenția sa nu a putut fi executată de Triumph, care suferise multe avarii la vergi și greement de la focul inamic (trinchetul a fost retezat și velele sfâșiate) și nu mai putea fi manevrată. 
Se pare că restul flotei engleze nu s-a arătat dornic să se implice în luptă, conștientizând că toate navele care s-au aventurat către pasaj erau amenințate să fie copleșite de o preponderență de nave neerlandeze. Acest lucru aproape că se întâmplă cu (Happy)Entrance care se afla într-un duel cu Haes in `t Veld a căpitanului Bastian Centsen. Navele grele Victory și Vanguard și-au deschis drum printre navele neerlandeze și sosirea lor i-a permis lui Blake să se retragă la nord-est la lăsarea întunericului. La acea oră Triumph pierduse catargul trinchet, vârful bompresului fusese aruncat în aer iar Blake însuși era rănit. În mod neașteptat, și majoritatea navelor neerlandeze au rămas în afara luptei; o încercare a lui De Ruyter de a intra în pasaj cu nava sa nu a fost susținută de neerlandezi și a trebuit să se retragă din nou.
Alte trei nave englezești au fost scufundate în luptă în timp ce se retrăgeau spre Dover: una dintre ele, Hercules, al cărei căpitan Zachary Browne era rănit, a fost sabordată pe mal pentru a evita captura dar neerlandezii au repus-o pe linia de plutire și au luat-o ca pradă de război a doua zi. Rapoartele neerlandeze menționează două nave englezești arse și o altă navă scufundată dar care nu pot fi confirmate de sursele englezești contemporane, deși nu există o listă completă a navelor englezești prezente. Pierderea celor trei nave este menționat de David Hume în a sa Istorie a Angliei. În orice caz era vorba de nave mici, de vreme ce primul mesaj a lui Tromp către țară nu le menționat, deci nu era vorba de nici o navă majoră. O flotă de război era întotdeauna însoțită de iachturi și galiote folosite pentru recunoaștere sau pentru a trimite rapoarte. Fregata ușoară Acorn, cu 22 de tunuri, nu a mai fost menționată după bătălie și conform rapoartelor neerlandeze era una dintre navele incendiate, cu vreo 20 de tunuri, al cărei nume nu a putut fi identificat.
Neerlandezii au pierdut doar o navă, Schiedam (numită și Gelderland deoarece provincia Gelderland a finanțat echiparea acesteia), care a fost distrusă de o explozie în urma unui incendiu accidental în cursul nopții, doar un singur om din echipaj murind prin înec. Căpitanul Dirk Juinbol a murit la 11 Decembrie în urma rănilor suferite în bătălie. Cele trei nave capturate au fost aduse în serviciul flotei de război neerlandeze, Garland sub numele de Rozenkrans și Anthony Bonaventure ca Bonaventure.
La un moment incert navele englezești au fugit cu ajutorul vântului către Dover și au fost probabil salvate de la pierderi serioare sau chiar de la distrugerea totală de adăpostul serii. După întunecare Triumph a urmat și ea același ancoraj, după ce seara rămăsese aproape singură. De la Dover Blake s-a strecurat înapoi la Downs. Se pare că neerlandezii au continuat urmărirea fără vigoare, oprindu-se pentru a-și repara navele, în mod special pe Brederode care era cu adevărat avariată.

## Urmările
În dimineața de 11 Decembrie neerlandezii au observat că Blake a fugit în timpul nopții de-a lungul coastei către nord-est. Ei au pornit în urmărire și s-au întâlnit cu trei nave englezești care au fuseseră trimise să i se alăture lui Blake dar acestea au fost pierdute în întuneric. Aceste nave erau originare din Portsmouth dar fuseseră trimise la Londra pentru reparații și în cele din urmă trebuiau să întărească flota engleză din Marea Mediterană. Una dintre acestea este Hercules, mai sus menționată, care a fost capturată de căpitanul Centsen, acesta readucând-o de pe plajă unde fusese sabordată pe linia de plutire. Echipajul de 80 de oameni a fugit în mare parte în interiorul Angliei. Celelalte două nave erau nave de aprovizionare, inclusiv una cu muniții, care s-au predat. În plus alte trei nave comerciale englezești, pline cu curmale și citrice din Spania, ce se apropriau dinspre vest au căzut în mâinile neerlandezilor, fructele fiind împărțite echipajelor. Urmărirea forței principale englezești nu a durat prea mult deoarece vântul și-a schimbat direcția dinspre est. Același vânt i-a permis lui Blake, care dublase deja South Foreland, să se grăbească către estuarul Tamisei, în care a pătruns în noapte de 11-12 decembrie. La 13 decembrie Tromp a sosit în acel loc și a ținut un consiliu de război în care a propus să înainteze pe Medway până la Chatham și să distrugă flota engleză ancorată acolo. Dar frica bine cunoscută a căpitanilor neerlandezi de apele puțin adânci periculoase din estuar a făcut ca planul să fie abandonat. Paisprezece ani mai târziu, în timpul Celui de-al Doilea Război Anglo-Neerlandez, această acțiune va fi dusă la bun sfârșit sub comanda lui De Ruyter, cunoscută sub numele de Raidul de la Chatham din 1667.
Tromp nu a fost mulțumit cu acest rezultat deoarece neerlandezii au ratat oportunitatea de a îi anihila pe englezi. Lupta a fost doar parțială, nu mai mult de jumătate dintre navele englezești și cam aceiași proporție dintre cele neerlandeze au fost implicate în acțiune, dar dacă englezii ar fi rămas să lupte nimic nu ar fi împiedicat și restul flotei neerlandeze să se alăture luptei dacă ar fi vrut. În jurnalul său, De Ruyter menționează și el că nu a fost sprijinit și comentează că englezii au pornit atunci pe fugă ... iar dacă noi am fi avut orice ajutor, chiar și 10-12 corăbii, am fi putut să le batem întreaga flotă; dar cele mai multe nave ale noastre nu au putut porni în urmărirea lor. Bătălia a arătat că neerlandezii erau departe de a fi înfrânți, dar a dovedit de asemenea că mercenarii, atât cei englezi cât și cei neerlandezi, nu puteau fi de încredere în luptă, ei nedorind să își riște corăbiile. 
După bătălie Tromp s-a întors la convoiul său, la 14 și 15 decembrie părțile convoiului său putând naviga în siguranță spre sud,  escortând o parte până în Golful Biscaya, în apele cetății franceze La Rochelle la insula Saint Martin de Ré, unde a așteptat un alt convoi să se adune pentru întoarcerea în metropolă. Pentru următoarele câteva săptămâni Canalul a fost umplut de crucișătoare și de privatieri neerlandezi care au capturat un mare număr de nave englezești. 
O legendă ulterioară faptelor contemporane (nici o sursă neerlandeză din acea vreme nu o menționează) susținea că Tromp a legat o mătură de catargul său ca semn că a curățat marea de dușmanii săi, dar se pare ca legenda nu are fundament real, nefiind în caracterul lui Tromp o astfel de faptă; în plus, în acele vremuri atașarea unei mături de un catarg era un fel de arăta că o navă este de vânzare (susține istoricul naval englez Nicholas Andrew Martin Rodger). Cu toate acestea, povestea se pare că este veche. Apare pentru prima dată în Relatarea perfectă a Bătăliei de la Portland, publicată la 9 martie 1653, bazată pe o informație de pe fregata Nonsuch care suna astfel: Pe când galantul domn Tromp se afla în Franța, din câte am înțeles, purta un steag cu o mătură și, fiind întrebat ce voia să semnifice acest lucru, el a răspuns că urma să curețe Mările Înguste de toți englezii.  Deci acest lucru nu s-ar fi putut întâmpla decât la începutul Bătăliei de Trei Zile, când Tromp s-a întors în Canal.
Pentru englezi înfrângerea a fost un mare șoc și au început să se teme de o invazie. Farurile de pe coasta sudică au primit instrucțiuni să nu mai fie folosite ca să nu îi ajute pe neerlandezi la navigație. Coasta de Sud a fost fortificată pentru a respinge o invazie. Generalul Marmaduke Langdale, un exilat din anturajul lui Carol al II-lea al Angliei, a propus să fie pusă la cale o invazie în estul Angliei și să captureze Newcastle. În timpul iernii nimeni nu a mai îndrăznit să trimită nave carboniere la Londra iar prețul cărbunelui a urcat în capitală la 6 lire sterline pentru un chaldron londonez (aproximativ o tonă).  Debarcările efective ale neerlandezilor s-au limit doar la furtul unor vite în Sussex și la un raid a 60 de oameni în Kent, care au fost capturați de trupele colonelului Nathaniel Rich.
Ca rezultat al înfrângerii Blake și-a oferit demisia, dar i-a fost refuzată. O parte din flota lui Blake consta din nave comerciale contractate care și-au păstrat căpitanii civili sau proprietarii. Mulți dintre ei au refuzat să participe la luptă. De asemenea multe nave ale statului nu aveau destui oameni care să le poată manevra sau folosi cum trebuie în luptă. Mai mulți căpitani navali au insistat asupra dreptului tradițional de a intra sau de a ieși din luptă la propria alegere și de a părăsi formația pentru a își păzi captura.
Blake s-a plâns în raportul său că era o atitudine ticăloasă nu numai printre căpitanii comerciali ci și pe multe nave ale statului. Totuși, oricare ar fi fost comportamentul căpitanilor lui Blake, acuzațiile sale asupra lor trebuiesc desconsiderate, căci înfrângerea sa s-a datorat în principal lipsei sale de îndemânare marinărească. El și-a adus flota într-o poziție unde era expusă dezavantajos unui atac al unei forțe mult superioare. Datoria unui amiral nu este să atragă înfrângerea ci să câștige victoria. 
Consiliul de Stat a creat la 20 decembrie o nouă Comisie a Amiralității, condusă de Sir Henry Vane, care a deschis o investigație asupra înfrângerii care a dus la mai multe reforme imediate ale Marinei Engleze: au fost introduse 3 noi funcții (yeoman, able seaman și ordinary seaman) iar marinarii mai experimentați au primit plăți mai mari; a devenit obligatoriu ca toate navele comerciale contractate să fie sub comanda unor căpitani navali; aprovizionarea cu provizii și muniție a fost reorganizată; a stipulat împărțirea flotei în escadre sub comanda ofițerilor mai mici pentru o mai bună comandă și mai bun control;  emiterea Instrucțiunilor de Navigație și Luptă care au întărit considerabil autoritatea amiralului asupra flotei. Un alt rezultat a fost contruirea a 30 noi fregate, îndepărtarea și arestarea a 6 căpitani care au refuzat să lupte (căpitanii Young, Saltonstall și Taylor au fost suspendați, iar un al patrulea, Benjamin Blake, chiar fratele amiralului, a fost demis din funcție ) și sfârșitul practicii de a permite căpitanilor comerciali să își comande propriile nave în bătălie. Aceste reforme au fost finanțate prin creșterea taxelor.
Controlul neerlandez asupra Canalului a fost de scurtă durată. O flotă engleză mai puternică, 70 nave de război mari și fregate ușoare și rapide, a fost gata să ia marea pentru noi confruntări la mijlocul lunii februarie 1653 iar când Tromp a încercat să aducă acasă următorul convoi el a fost angajat într-o luptă ce a durat timp de trei zile (Bătălia de la Portland, 8-10 martie). Ambele părți au suferit pierderi grele în această bătălie, dar neerlandezii au avut mai mult de suferit iar Canalul a fost închis din nou pentru comerțul lor.

## Flota neerlandeză
73 nave de război cu 1.800 tunuri și 6.500 oameni , 9 nave incendiare, 8 nave mici (navele nu sunt în linia de bătaie)  
| Prima escadră (Maarten Tromp) (navele nu navigau într-o ordine prestabilită) | Prima escadră (Maarten Tromp) (navele nu navigau într-o ordine prestabilită) | Prima escadră (Maarten Tromp) (navele nu navigau într-o ordine prestabilită) | Prima escadră (Maarten Tromp) (navele nu navigau într-o ordine prestabilită) | Prima escadră (Maarten Tromp) (navele nu navigau într-o ordine prestabilită)                                                    |
| ---------------------------------------------------------------------------- | ---------------------------------------------------------------------------- | ---------------------------------------------------------------------------- | ---------------------------------------------------------------------------- | --- |
| Amiralitate                                                                  | Navă                                                                         | Tunuri                                                                       | Echipaj                                                                      | Căpitan |
| Rotterdam                                                                    | Brederode                                                                    | 54                                                                           | 283                                                                          | Locotenentul-amiral Maarten Harpertszoon Tromp (1597-1653) căpitan Abel Roelants (Vader Abel) stuurman Egbert Meussen Kortenaer |
| Amsterdam                                                                    | Vrede                                                                        | 44                                                                           | 150                                                                          | Comandorul Gideon de Wildt (1624-1665)                                                                                          |
| Rotterdam-dir                                                                | Prins te Paard                                                               | 38                                                                           | 120                                                                          | Căpitanul Corstiaen Corstiaenszoon de Munnick                                                                                   |
| Rotterdam-dir                                                                | Hollandia                                                                    | 26                                                                           | 105                                                                          | Ruth Jacobszoon Buijs |
| Rotterdam                                                                    | Wapen van Holland                                                            | 30                                                                           | 110                                                                          | Hendrick Janszoon de Munnick |
| Amsterdam                                                                    | Amsterdam                                                                    | 30                                                                           | 100                                                                          | Sijmon van der Aeck |
| Amsterdam                                                                    | Star                                                                         | 28                                                                           | 100                                                                          | Jacob Pauwelszoon Cort |
| Amsterdam -dir                                                               | Nieuw Gideon                                                                 | 34                                                                           | 120                                                                          | Locotenentul Ulrich de Jaeger                                                                                                   |
| Amsterdam -dir                                                               | Sint Maria                                                                   | 28                                                                           | 100                                                                          | Sipke Fockes |
| Amsterdam                                                                    | Campen                                                                       | 40                                                                           | 130                                                                          | Joris van der Zaan |
| Amsterdam                                                                    | Engel Gabriel                                                                | 36                                                                           | 130                                                                          | Isaak Sweers |
| Harlingen-dir                                                                | Vergulde Pelicaen                                                            | 28                                                                           | 100                                                                          | Adriaen Heeres Cleijntje |
| Noorderkwartier                                                              | Hoorn                                                                        | 32                                                                           | 95                                                                           | Pieter Allertszoon |
| Amsterdam                                                                    | Gouda                                                                        | 28                                                                           | 112                                                                          | Jan Egbertszoon Ooms |
| Rotterdam-dir                                                                | Sint Pieter                                                                  | 28                                                                           | 100                                                                          | Sijmon Corneliszoon van der Meer                                                                                                |
| Rotterdam                                                                    | Rotterdam                                                                    | 30                                                                           | 120                                                                          | locotenentul-comandor Pieter Verhaven                                                                                           |
| Amsterdam                                                                    | Hollandia                                                                    | 32                                                                           | 132                                                                          | comandor Evert Anthoniszoon |
| Amsterdam-dir                                                                | Groote Liefde                                                                | 38                                                                           | 114                                                                          | Bruijn van Seelst |
| Amsterdam-dir                                                                | (Nassouw van der) Burgh                                                      | 34                                                                           | 112                                                                          | locotenentul-comandor Hendrick Adriaenszoon Glas                                                                                |
| Zeeland                                                                      | ?                                                                            | ?                                                                            | ?                                                                            | Jan van Aeckeren (galiotă) |

| A doua escadră (Michiel de Ruyter) (navele nu navigau într-o ordine prestabilită) | A doua escadră (Michiel de Ruyter) (navele nu navigau într-o ordine prestabilită) | A doua escadră (Michiel de Ruyter) (navele nu navigau într-o ordine prestabilită) | A doua escadră (Michiel de Ruyter) (navele nu navigau într-o ordine prestabilită) | A doua escadră (Michiel de Ruyter) (navele nu navigau într-o ordine prestabilită)  |
| --------------------------------------------------------------------------------- | --------------------------------------------------------------------------------- | --------------------------------------------------------------------------------- | --------------------------------------------------------------------------------- | ---------------------------------------------------------------------------------- |
| Amiralitate                                                                       | Navă                                                                              | Tunuri                                                                            | Echipaj                                                                           | Căpitan                                                                            |
| Vlissingen-dir                                                                    | Witte Lam                                                                         | 34                                                                                | 126                                                                               | Comandorul Michiel Adriaenszoon de Ruyter (1607-1676) căpitan Jan Thyssen Matheeus |
| Amsterdam                                                                         | Vrijheid                                                                          | 46                                                                                | 160                                                                               | Comandorul Augustijn Balck                                                         |
| Amsterdam-dir                                                                     | Kroon Imperial                                                                    | 34                                                                                | 125                                                                               | Căpitanul Cornelis Janszoon Poort                                                  |
| Rotterdam                                                                         | Overijssel                                                                        | 22                                                                                | 100                                                                               | Dirck Vijgh                                                                        |
| Rotterdam                                                                         | Gulden Beer                                                                       | 24                                                                                | 100                                                                               | Jan de Haes                                                                        |
| Rotterdam                                                                         | Schiedam                                                                          | 30                                                                                | 110                                                                               | Dirck Juijnbol – sare în aer accidental după bătălie                               |
| Rotterdam-dir                                                                     | Meerman                                                                           | 32                                                                                | 105                                                                               | Jacob Cleijdijck                                                                   |
| Amsterdam-dir                                                                     | Arke Troijane (sau Poort van Troijen)                                             | 28                                                                                | 106                                                                               | Abraham Hendrickszoon van Campen                                                   |
| Amsterdam                                                                         | Achielles                                                                         | 28                                                                                | 100                                                                               | Dirck Scheij                                                                       |
| Amsterdam                                                                         | Zeelandia                                                                         | 43                                                                                | 132                                                                               | comandor Nicolaes Marrevelt                                                        |
| Friesland                                                                         | Breda                                                                             | 28                                                                                | 110                                                                               | Adriaen Bruynsvelt                                                                 |
| Friesland                                                                         | Frisia                                                                            | 28                                                                                | 110                                                                               | Schelte Tjerckszoon Wiglema                                                        |
| Rotterdam                                                                         | Sphera Mundi                                                                      | 26                                                                                | 92                                                                                | Marinus de Clercq                                                                  |
| Amsterdam                                                                         | Leiden                                                                            | 28                                                                                | 100                                                                               | Hendrick Kroeger                                                                   |
| Amsterdam-dir                                                                     | Sint Matheeus                                                                     | 34                                                                                | 114                                                                               | Cornelis Naeuoogh                                                                  |
| Friesland                                                                         | Graef Hendrick                                                                    | 32                                                                                | 110                                                                               | Jan Reynderszoon Wagenaer                                                          |
| Rotterdam                                                                         | ?                                                                                 | ?                                                                                 | ?                                                                                 | Cornelis Lievensen (hoeker)                                                        |
| Amsterdam                                                                         | ?                                                                                 | ?                                                                                 | ?                                                                                 | Heende Janszoon (galiotă)                                                          |
| Rotterdam                                                                         | ?                                                                                 | ?                                                                                 | ?                                                                                 | Jacob Adriaensen (galiotă)                                                         |
| Rotterdam                                                                         | Haijs                                                                             | ?                                                                                 | ?                                                                                 | Teunis Willemszoon van der Heijden (barcă)                                         |
| Rotterdam                                                                         | ?                                                                                 | ?                                                                                 | ?                                                                                 | Ysbrand Corneliszoon (pinacă)                                                      |

| A treia escadră (Johan Evertsen) (navele nu navigau într-o ordine prestabilită) | A treia escadră (Johan Evertsen) (navele nu navigau într-o ordine prestabilită) | A treia escadră (Johan Evertsen) (navele nu navigau într-o ordine prestabilită) | A treia escadră (Johan Evertsen) (navele nu navigau într-o ordine prestabilită) | A treia escadră (Johan Evertsen) (navele nu navigau într-o ordine prestabilită) |
| ------------------------------------------------------------------------------- | ------------------------------------------------------------------------------- | ------------------------------------------------------------------------------- | ------------------------------------------------------------------------------- | ------------------------------------------------------------------------------- |
| Amiralitate                                                                     | Navă                                                                            | Tunuri                                                                          | Echipaj                                                                         | Căpitan                                                                         |
| Zeeland                                                                         | Hollandia                                                                       | 38                                                                              | 138                                                                             | Vice-amiralul Johan Evertsen (1600-1666) căpitan Adriaen van Trappen Banckert   |
| Zeeland                                                                         | Zeeuwsche Leeuw (sau Wapen van Zeeland)                                         | 27                                                                              | 120                                                                             | Comandorul Cornelis Evertsen cel Bătrân (1610-1666)                             |
| Rotterdam                                                                       | Prinses Louise                                                                  | 36                                                                              | 160                                                                             | Căpitanul Jan Evertszoon de Liefde (1619-1673)                                  |
| Vlissingen-dir                                                                  | Haes                                                                            | 26                                                                              | 120                                                                             | Bastiaen Centsen                                                                |
| Middelburg-dir                                                                  | Gouden Leeuw                                                                    | 30                                                                              | 120                                                                             | Jacob Adriaenssen Pensen                                                        |
| Zeeland                                                                         | Ter Goes                                                                        | 26                                                                              | 105                                                                             | Cornelis Cuijper                                                                |
| Middelburg-dir                                                                  | Leeuwinne                                                                       | 30                                                                              | 100                                                                             | Johannes van Regermorter                                                        |
| Zeeland                                                                         | Zeeridder                                                                       | 28                                                                              | 114                                                                             | Gilles Janszoon                                                                 |
| Zeeland                                                                         | Eendracht                                                                       | 18                                                                              | 90                                                                              | Lambert Bartelszoon                                                             |
| Middelburg-dir                                                                  | Gulden Haen                                                                     | 36                                                                              | 121                                                                             | Jan Le Sage                                                                     |
| Zeeland                                                                         | Neptunus                                                                        | 28                                                                              | 114                                                                             | Jan Pauwelszoon                                                                 |
| Zeeland                                                                         | Liefde                                                                          | 26                                                                              | 100                                                                             | Joost Banckert cel Tânăr                                                        |
| Veere-dir                                                                       | Wapen van der Veere                                                             | 38                                                                              | 116                                                                             | Jan Olivierszoon                                                                |
| Zeeland                                                                         | Sint Joris                                                                      | 23                                                                              | 100                                                                             | Jacob Wolphertszoon                                                             |
| Zeeland                                                                         | Liefde                                                                          | 23                                                                              | 93                                                                              | Dingeman Cats                                                                   |
| Zierikzee-dir                                                                   | Wapen van Zierikzee                                                             | 34                                                                              | 115                                                                             | locotenentul-comandor Crijn Corneliszoon Mangelaar                              |
| Zeeland                                                                         | Westcappel                                                                      | 28                                                                              | 95                                                                              | Cornelis Evertsen cel Tânăr                                                     |
| Zeeland                                                                         | Eendracht                                                                       | 24                                                                              | 80                                                                              | Andries Fortuijn                                                                |
| Zeeland                                                                         | Faem                                                                            | 30                                                                              | 104                                                                             | locotenentul Pieter Swart                                                       |
| Zeeland                                                                         | Eenhoorn                                                                        | ?                                                                               | ?                                                                               | Laurens Josiaszoon (navă incendiară)                                            |
| Zeeland                                                                         | ?                                                                               | ?                                                                               | ?                                                                               | Adriaen Grieck (navă incendiară)                                                |
| Amsterdam                                                                       | Engel Michiel                                                                   | ?                                                                               | ?                                                                               | Jan Jacobszoon de Vos (navă incendiară)                                         |
| Amsterdam                                                                       | Gouden Sael                                                                     | ?                                                                               | ?                                                                               | Cornelis Beeck (navă incendiară)                                                |
| Zeeland                                                                         | Liefde                                                                          | ?                                                                               | ?                                                                               | Otto Berckman (navă incendiară)                                                 |
| ?                                                                               | ?                                                                               | ?                                                                               | ?                                                                               | Pieter Adriaenszoon (galiotă)                                                   |

| A patra escadră (Pieter Florissen) (navele nu navigau într-o ordine prestabilită) | A patra escadră (Pieter Florissen) (navele nu navigau într-o ordine prestabilită) | A patra escadră (Pieter Florissen) (navele nu navigau într-o ordine prestabilită) | A patra escadră (Pieter Florissen) (navele nu navigau într-o ordine prestabilită) | A patra escadră (Pieter Florissen) (navele nu navigau într-o ordine prestabilită) |
| --------------------------------------------------------------------------------- | --------------------------------------------------------------------------------- | --------------------------------------------------------------------------------- | --------------------------------------------------------------------------------- | --------------------------------------------------------------------------------- |
| Amiralitate                                                                       | Navă                                                                              | Tunuri                                                                            | Echipaj                                                                           | Căpitan                                                                           |
| Noorderkwartier                                                                   | Monnikendam                                                                       | 36                                                                                | 155                                                                               | Contra-amiralul Pieter Florissen (c1600-1658)                                     |
| Friesland                                                                         | Wapen van Nassau                                                                  | 36                                                                                | 127                                                                               | Căpitanul Hendrick Janszoon Camp                                                  |
| Friesland                                                                         | Prinses Albertina                                                                 | 26                                                                                | 90                                                                                | Căpitanul Rombout van der Parre                                                   |
| Noorderkwartier                                                                   | Wapen van Monnikendam                                                             | 28                                                                                | 90                                                                                | Arent Dirckszoon                                                                  |
| Noorderkwartier                                                                   | Peereboom                                                                         | 24                                                                                | 80                                                                                | Thijs Tijsmenszoon Peereboom                                                      |
| Noorderkwartier                                                                   | Vergulde Schel                                                                    | 24                                                                                | 80                                                                                | Teunis Vechterszoon                                                               |
| Noorderkwartier                                                                   | Tobias                                                                            | 30                                                                                | 110                                                                               | comandor Johannes Bourgoigne                                                      |
| Noorderkwartier                                                                   | Kasteel van Medemblik                                                             | 26                                                                                | 90                                                                                | Gabriel Theuniszoon                                                               |
| Noorderkwartier                                                                   | Prins Maurits                                                                     | 32                                                                                | 97                                                                                | Cornelis Pieterszoon Taenman                                                      |
| Noorderkwartier                                                                   | Eenhoorn                                                                          | 28                                                                                | 90                                                                                | Jan Heck                                                                          |
| Hoorn-dir                                                                         | Samson                                                                            | 30                                                                                | 112                                                                               | Jacob Pieterszoon Hoeck                                                           |
| Edam-dir                                                                          | Vergulde Halve Maen                                                               | 30                                                                                | 110                                                                               | Jan Frederickszoon Hoeckboot                                                      |
| Hoorn-dir                                                                         | Liefde                                                                            | 28                                                                                | 110                                                                               | Pieter Adriaenszoon van Blocker                                                   |
| Enkhuizen-dir                                                                     | Maecht van Enkhuizen                                                              | 28                                                                                | 110                                                                               | Gijsbert Malcontent                                                               |
| Monnikendam-dir                                                                   | Swarte Beer                                                                       | 32                                                                                | 115                                                                               | Jacob Claeszoon Boot                                                              |
| Harlingen-dir                                                                     | Sint Vincent                                                                      | 28                                                                                | 105                                                                               | Andries Douweszoon Pascaert                                                       |
| Amsterdam                                                                         | Zutphen                                                                           | 28                                                                                | 90                                                                                | locotenentul Joris Janszoon Block                                                 |
| Amsterdam-dir                                                                     | Elias                                                                             | 34                                                                                | 121                                                                               | Jacob Siewertszoon Spanheijm                                                      |
| Noorderkwartier                                                                   | Wapen van Enkhuizen                                                               | 32                                                                                | 100                                                                               | Herman Munneckes                                                                  |
| Noorderkwartier                                                                   | Lastdrager                                                                        | 28                                                                                | 103                                                                               | Volckert Schram                                                                   |
| Noorderkwartier                                                                   | ?                                                                                 | ?                                                                                 | ?                                                                                 | Jan Theuniszoon (galiotă)                                                         |

## Flota engleză
Din cele 42 nave de război prezente (aproximativ 1.450 tunuri și 6.000 oameni), se cunosc numele a doar 36 dintre ele (navele nu sunt in linia de bătaie, echipajele sunt cotele oficiale valide la acea vreme) 
| Flota engleză (Robert Blake) | Flota engleză (Robert Blake) | Flota engleză (Robert Blake) | Flota engleză (Robert Blake) | Flota engleză (Robert Blake)                        |
| ---------------------------- | ---------------------------- | ---------------------------- | ---------------------------- | --------------------------------------------------- |
| Rang                         | Navă                         | Tunuri                       | Echipaj                      | Căpitan                                             |
| 2                            | Triumph                      | 62                           | 350                          | Generalul-pe-mare Robert Blake (1599-1657)          |
| 2                            | Victory                      | 60                           | 350                          | Lionel Lane                                         |
| 2                            | Vanguard                     | 58                           | 350                          | John Mildmay                                        |
| 2                            | Fairfax                      | 56                           | 300                          | John Lawson                                         |
| 2                            | Speaker                      | 54                           | 300                          | John Gilson                                         |
| 3                            | Laurel                       | 50                           | 250                          | John Taylor                                         |
| 4                            | Worcester                    | 44                           | 200                          | Anthony Young                                       |
| 4                            | Garland                      | 44                           | 200                          | Robert Batten † – capturată                         |
| 4                            | Happy Entrance               | 43                           | 200                          | Edmund Chapman – scufundată                         |
| 4                            | Lion                         | 42                           | 180                          | Charles Saltonsall                                  |
| 4                            | Convertine                   | 42                           | 180                          |                                                     |
| 4                            | Foresight                    | 42                           | 180                          | Samuel Howett                                       |
| 4                            | Dragon                       | 40                           | 160                          | John Stokes                                         |
| 4                            | Fortune                      | 36                           | 170                          | William Tatnell                                     |
| 4                            | Hound                        | 35                           | 160                          |                                                     |
| 4                            | (Nimble) Sapphire            | 34                           | 160                          | William Hill – scufundată                           |
| 4                            | Princess Maria               | 32                           | 140                          |                                                     |
| 4                            | Mary flyboat                 | 32                           | 140                          | William Younger                                     |
| 4                            | Waterhound                   | 30                           | 140                          | John Goulding                                       |
| 4                            | Dolphin                      | 30                           | 140                          | William Badiley                                     |
| 4                            | Hannibal                     | 44                           | 150                          | Francis Barham (navă comercială armată)             |
| 4                            | Anthony Bonaventure          | 36                           | 110                          | Walter Hoxon (navă comercială armată) – capturată   |
| 4                            | Lisbon Merchant              | 34                           | 110                          | Simon Bailey (navă comercială armată)               |
| 4                            | Loyalty                      | 34                           | 100                          | John Limbery (navă comercială armată)               |
| 4                            | Culpepper                    | 30                           | 80                           | John Gibbs (navă comercială armată)                 |
| 4                            | Hercules                     | 34                           | 80                           | Zachary Browne (navă comercială armată) - capturată |
| 5                            | Advantage                    | 26                           | 100                          | William Beck                                        |
| 5                            | Swan                         | 22                           | 80                           | Richard Newberry                                    |
| 5                            | Greyhound                    | 20                           | 80                           | Henry Southwood                                     |
| 5                            | Cullen                       | 28                           | 100                          | Thomas Gilbert (navă comercială armată)             |
| 5                            | Prudent Mary                 | 26                           | 90                           | Benjamin Salmon (navă comercială armată)            |
| 5                            | Samuel                       | 26                           | 90                           | (navă comercială armată)                            |
| 5                            | Martha                       | 25                           | 80                           | Stephen Jay (navă comercială armată)                |
| 5                            | Katherine                    | 24                           | 80                           | William Regacke (navă comercială armată)            |
| 5                            | Exchange                     | 24                           | 80                           | Henry Tiddiman (navă comercială armată)             |
| 5                            | Acorn                        | 22                           | 60                           | (navă comercială armată) – scufundată               |

## Legături externe
- en Capp, Bernard (1989), 'Cromwell's Navy: The Fleet And the English Revolution, 1648-1660  ISBN: 0-19-820115-X
- en Rickard, J. (18 august 2009), Battle of Dungeness, 30 November 1652, History of War